# ホリルカ

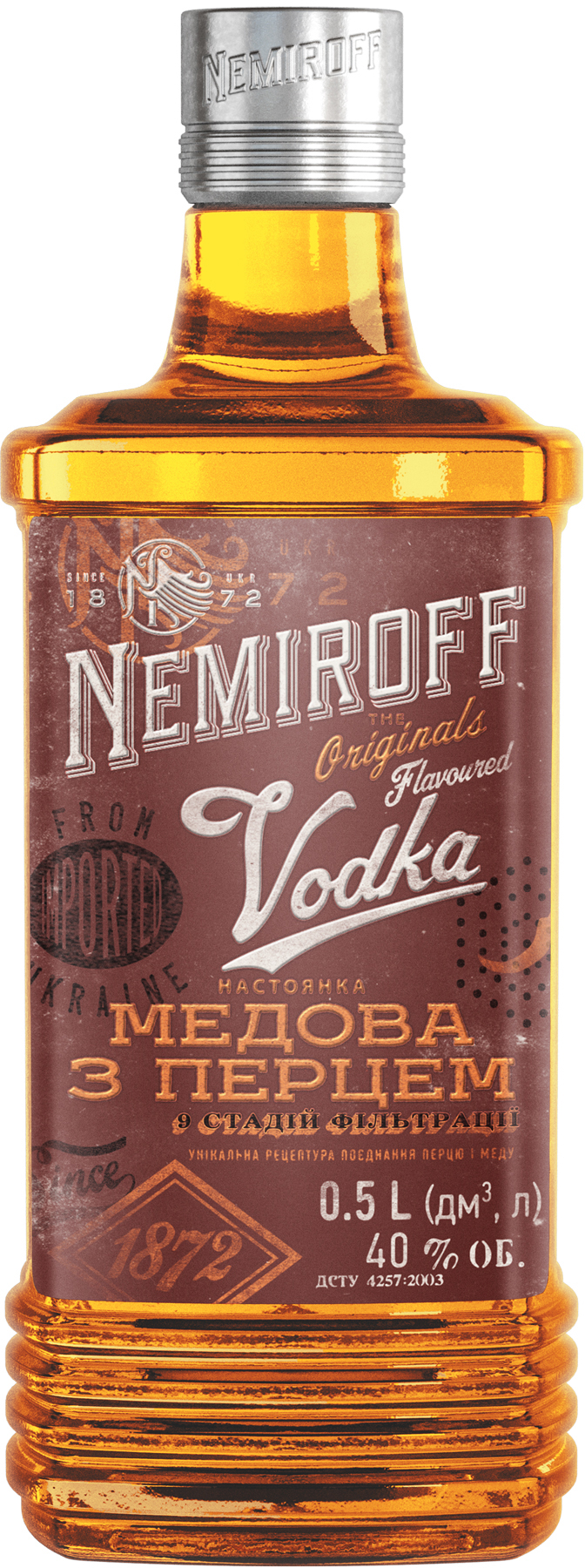
胡椒漬けホリルカ・ネミロフのボトル

ホリルカ、ホリールカ（ウクライナ語: горілка, Horilka）は、ウクライナの蒸留酒の一種。ウォッカの一種である。
ウクライナの酒としては代表的なものである。アルコール度数が高いため、毎日飲まれる酒というよりは、ゆっくりできる休日や何かの祝いの際に飲む酒である。ホリルカにはトウガラシや胡椒を漬けたものもあり、漬ける食材によって味は変わってくる。ウクライナでは、胡椒を漬け込んだホリルカを風邪薬としても用いられており、寝る前に飲用する。
ウクライナではホリルカがよく飲まれているが、近年は特に若者の間でビールも飲まれるようになってきている。